# Högshult
Högshult [hʏk:səl:t] är en by i Svartrå socken,  Falkenbergs kommun som är belägen öster om Svartån till vars flöde ägorna når, och gränsar alltså till Rolfstorps socken i Varbergs kommun. Både Kalvsjön i Högshult, sjön Svarten och sträckan av Svartån mellan dessa båda sjöar är efter regeringsbeslut 2001 ett Natura 2000-område.
Idag (2010) består byn av en enda lantbruksfastighet, totalt två hushåll, vackert belägen vid Högsjön omedelbart öster om väg N 787 som slingrande skär genom det småskaliga odlingslandskapet. Inom byns ursprungliga ägovidd ligger även insjöarna Högshultasjön, Lilla Mellsjön och den sydvästligaste delen av Stora Mellsjön, vilka samtliga ingår i Ätrans huvudavrinningssystem.

## Historia
Byn Högshult var ursprungligen på 1 helt mantal kronohemman och finns först omnämnd 1592, och kallas i gamla jordeböcker Tyge Persgård. Byns skattekraft blev redan år 1651 förmedlad (nedklassad) till 7/9 mantal. Byn bestod fram till mitten av 1800-talet av tre gårdar. Laga skifte har aldrig genomförts i denna by.

## Bebyggelsenamn
Ingen av de ursprungliga gårdarna tycks ha haft några personliga namn, men de gamla backstugorna och torpen har haft bebyggelsenamn. 
- Hyttan (?). En backstuga, endast känd genom muntlig tradition.
- Nybygget (cirka 1828 - 1869). En backstuga.
- Skomakaretorpet (cirka 1868 – 1910). Ett torp.
- Yttre Hagen (cirka 1875 – 1907). Ett torp.
- Österäng (cirka 1870 – cirka 1888). Ett torp.